# Body Feels Exit
Singles de Namie Amuro
Chase the Chance
(1995)
Singles par Namie Amuro 
 (ou Namie Amuro with Super Monkey's)
Stop the Music
(1995)
Body Feels Exit est le 1er single de Namie Amuro sorti sur le label Avex Trax. C'est en fait le 3e single sorti sous son seul nom, après deux singles sortis sur le label Toshiba-EMI au temps de sa collaboration avec les Super Monkey's.
Le single sort le 25 octobre 1995 au Japon, et atteint la 3e place du classement de l'Oricon. Il se vend à 221 420 exemplaires la première semaine, et reste classé 19 semaines, pour un total de 881 640 exemplaires vendus.
Il marque le début de la collaboration de Namie Amuro avec son producteur et principal auteur-compositeur Tetsuya Komuro.
La chanson-titre a été utilisée comme thème dans des publicités pour Taito Corporation pour la promotion de son modèle X-55. Elle apparaît dans une version remixée sur l'album Sweet 19 Blues, et plus tard dans sa version originale sur l'album compilation 181920. Les autres titres du single en sont des versions remixées.
Pour la promotion de ce single, Namie Amuro continue à se produire avec les ex-Super Monkey's, en parallèle à leur propre carrière sous leur nouveau nom, MAX.
Body Feels Exit fut un gros succès, et elle est toujours aujourd'hui une des chansons les plus populaires de la chanteuse et l'une des préférées des fans.

## Liste des titres
Toutes les paroles sont écrites par Tetsuya Komuro.
| 1. | Body Feels Exit (Original Mix)     | 4:25 |
| 2. | Body Feels Exit (X-Tended Mix)     | 5:30 |
| 3. | Body Feels Exit (FKB Mix)          | 6:43 |
| 4. | Body Feels Exit (Original Karaoke) | 4:22 |